# オレクサンドル・シモネンコ
オレクサンドル・シモネンコ（Oleksandr Symonenko、1974年2月14日 - ）は、ウクライナ、キロヴォフラード出身の元自転車競技（トラックレース）選手。アレクサンドル・シモネンコ（Alexander Simonenko）ともいう。

## 来歴
1992年
- ジュニア世界選手権自転車競技大会
  - 個人追抜 2位
  - ポイントレース 2位

1995年
- トラック世界選手権
  - 団体追抜 2位

1997年
- トラック世界選手権
  - 団体追抜 2位

1998年
- トラック世界選手権
  -  団体追抜 優勝（+ セルヒー・マトヴィエイエフ、オレクサンドル・フェデンコ、ルスラン・ピドゴルニー）

2000年
- シドニーオリンピック
  -  団体追抜 2位

2001年
- トラック世界選手権
  -  個人追抜 優勝
  -  団体追抜 優勝（+ オレクサンドル・フェデンコ、セルゲイ・チェルニオヴスキ、リュボミル・ポラタイコ）

2003年
- UCIトラックワールドカップ2003
  - ケープタウン - 団体追抜 優勝